# David Taylor (football)
David Taylor (né le 25 août 1965 au pays de Galles) est un footballeur gallois, reconverti en entraîneur.

## Biographie
Le Soulier d'or n'est pas attribué suite à un différend en 1991 entre la fédération chypriote de football et le quotidien sportif L'Équipe mais il reçoit en 1994, un Soulier d'or des mains de Geoff Hurst et attribué par la marque Adidas.

## Distinctions personnelles
- Meilleur buteur du Championnat du pays de Galles de football en 1994 (34 buts) avec le Porthmadog Football Club
- Lauréat du Soulier d'or Adidas en 1994 (34 buts) avec le Porthmadog Football Club